# Victor Parada
Victor Parada González (* 4. April 2002 in Madrid) ist ein spanischer Fußballspieler.

## Karriere
Parada begann seine Karriere bei Rayo Vallecano. Zur Saison 2018/19 wechselte er nach Österreich in die Akademie des FC Red Bull Salzburg. Im Mai 2019 stand er erstmals im Kader des zweitklassigen Farmteams der Salzburger, FC Liefering, für das er aber nie zum Einsatz kommen sollte.
Nach zwei Jahren in Salzburg kehrte Parada zur Saison 2020/21 nach Spanien zurück und wechselte zu Deportivo Alavés, wo er für die Reserve spielen sollte. Für diese kam er in seiner ersten Saison zu vier Einsätzen in der drittklassigen Segunda División B kam. In der Saison 2021/22 sollte er dann für das Farmteam Club San Ignacio zum Einsatz kommen, für das er 34 Spiele in der Tercera División machte.
Zur Saison 2022/23 wurde Parada an den Drittligisten Real Unión Irún verliehen. Für Irún kam er während der Leihe zu 33 Einsätzen in der Primera Federación. Zur Saison 2023/24 kehrte er wieder nach Alavés zurück. Dort stand er im November 2023 erstmals im Profikader. Sein Debüt für die Profis folgte dann im Dezember 2023 in der Copa del Rey gegen den FC Terrassa. Im Januar 2024 debütierte er gegen den FC Sevilla anschließend auch in der Primera División. Zur Saison 2024/25 wechselte er leihweise zu Zweitligist CD Mirandés.